# Raz de Barfleur
Le raz de Barfleur désigne le passage au large de la pointe de Barfleur à l'extrémité nord-est du Cotentin. Il y existe un courant de marée puissant, qui dans certaines circonstances occasionne une mer difficile voire dangereuse. Le courant est alternatif et varie en force avec l'heure et le coefficient de marée. 
Ce raz, anciennement Ras de Catte en 1120, Cataras en 1149 ou Raz-de-Catte, a vu de nombreux naufrages dont les plus connus sont celui en 1120 de la Blanche-Nef  provoquant la mort de plus d'une centaine de nobles normands et de l'héritier du trône d'Angleterre, Guillaume Adelin, et celui en 1860 de la Luna, un trois-mâts américain reliant Le Havre à La Nouvelle-Orléans qui fit 101 victimes sur les 103 personnes à bord.
Un premier phare, le phare de Gatteville est construit sur la pointe de Barfleur dès 1774 pour le signaler au navigateur. Il est remplacé par un autre en 1825. En 1865, une des premières station de sauvetage de France est installée à Barfleur pour secourir les victimes du raz.
Au début des années 2010, le raz de Barfleur est sélectionné  avec le raz Blanchard (au nord-ouest du Cotentin, entre le cap de la Hague et l'île anglo-normande d'Aurigny) et le passage du Fromveur (entre les îles bretonnes d'Ouessant et de Molène) pour y expérimenter l'implantation d'hydroliennes. Mais à  l'occasion d'un déplacement à Cherbourg-Octeville le 30 septembre 2013, le président François Hollande annonce que cette implantation est différée « pour laisser du temps pour la concertation avec les pêcheurs » .